# Shahu I
Shahu I, còn được gọi là Shahu Đại đế, Shahuraji hay Chhatrapati Shahuraji Bhonsle (18 tháng 5 năm 1682 - 15 tháng 12 năm 1749) là vị Chhatrapati (tức vua) thứ năm của vương triều Đế quốc Maratha.
Shahu kế vị ngai vàng Maratha (với Satara là thủ đô của ông, vào năm 1708) ở tuổi hai mươi sáu với sự giúp đỡ của một người phụ tá của mình là Balaji Vishwanath, một nhà ngoại giao sắc sảo.
Triều đại của ông đã chứng kiến sự trỗi dậy của các Peshwaship và ông đã biến vương quốc Maratha thành một đế chế dựa trên một nguyên tắc liên minh giữa các vùng đất. Trong triều đại của mình, vương quốc Maratha bị chia làm hai nữa do cuộc nội chiến giữa ông và nữ tướng Tarabai vẫn chưa đi đến được kết quả cuối cùng. Vùng đất Kolhapur dưới quyền kiểm soát của nữ tướng Tarabai còn phần đất Satara còn lại thì nằm dưới quyền của ông kiểm soát. Năm 1731, hai vùng đất đã bị chia cắt ấy cuối cùng cũng được thống nhất lại với nhau thông qua 'Hiệp ước Warn' được ký giữa đôi bên.

## Ban đầu
Ông sinh năm 1682, Shahu là con trai của vua Chatrapati Sambhaji Maharaj và nữ hoàng của ông ta, Yesubai. Ông là cháu trai của sáng tổ đế quốc: Chatrapati Shivaji Maharaj đại đế.
Sau khi cha của ông bị xử tử dưới tay Nhà Mughal, Shahu và mẹ của ông bị bắt làm tù binh (sau khi pháo đài Raigad sụp đổ). Shahu sau đó bị quản thúc trong một nhà tù ở Mughal, Aurangzeb (hoàng đế Mogun) đã muốn chuyển đổi Shahu sang Hồi giáo, nhưng theo yêu cầu của con gái ông, Zinatunnisa, thay vào đó, ông đã đồng ý chấp nhận Khanderao Gujar, con trai của Prataprao Gujar, làm người cải đạo. Người ta nói rằng chính Aurangzeb đã đặt tên cho đứa trẻ là Sahu (có nghĩa là đứa trẻ tốt). Sau này đổi thành Shahu và được nhà vua chọn làm hiệu sau khi đăng quang.

## Nội chiến
Hoàng đế Mughal là Bahadur Shah đã thả Shahu và đó đã dẫn đầu nền tảng của cuộc nội chiến giữa ông và bà Tarabai (mẹ của Shivaji II). Trong cuộc nội chiến đó, Shahu Đã thành công đánh bại Tarabai tại Trận Khed vào ngày 12 tháng 10 năm 1707 và chiếm đóng Satara.

## Cai trị
Thời kỳ cai trị của ông đã chứng kiến sự trỗi dậy của Peshwaship và ông cũng đã biến vương quốc Maratha trở thành một đế quốc dựa trên một nguyên tắc liên minh giữa các vùng đất.